# Obdelava z abrazivnim vodnim curkom
Obdelava z abrazivnim vodnim curkom spada med nekonvencionalne obdelovalne postopke, ki slonijo na principu mehanskega odnašanja materiala. Energija vode ter abrazivnih delcev se prenese na obdelovanec, kjer abrazivni delci ter voda z erozijo odnašajo osnovni material ter tako napravijo rez, za katerega je značilna hrapavost, ki se veča z globino reza ter nastanek brazd, ki so posledica odklona curka zaradi translatornega gibanja rezalne glave. Širina reza je po navadi okoli 0,75 mm. Ob CNC vodenju curka lahko le-ta reže poljubne oblike 2D kontur do globine 50 mm in več v vse vrste materiala razen kaljenega stekla. Z abrazivnim vodnim curkom lahko tudi stružimo in rezkamo.

## Zgodovina
Voda in njena moč v naravi ter izkušnje pri rudarjenju z vodnim curkom so navdihnile razvijalce strojev, da so začeli razmišljati o vodi kot o uporabnem obdelovalnem viru. Močan vodni curek so ustvarili s pomočjo vodne črpalke ter z zmanjšanjem premera cevi tik pred izstopom vode iz šobe. 
Prvo komercialno črpalko za rezanje z vodnim curkom je leta 1971 začela proizvajati družba Flow Research, Inc, leta 1979 pa je raziskovalec družbe Flow Mohamed Hashish razvil postopek rezanja z abrazivnim vodnim curkom.

## Lastnosti
Hitrost curka pri rezanju je večkratna hitrost zvoka, največ do 914 m/s. Poraba vode pri rezanju je približno 4 l/min na rezalno glavo, kar je približno poraba vode pri umivanju rok. Torej ko črpalka stisne vodo pod visokim tlakom (do 6000 barov), le-ta potuje po tankih nerjavnih ceveh do tehnično najzahtevnejšega dela stroja vodne šobe (orifis ali orifice). Premer curka iz 3mm zoži na 0,5 mm ali manj.
Vodna šoba je narejena iz umetnega safirja,diamanta ali rubina in je izredno obrabno odporna. S tem, ko se debelina curka zmanjša, se zelo poveča hitrost vode, ki nato vstopi v mešalno cev, kjer se v razmerju zaradi delnega podtlaka zmešajo voda, pesek (abraziv) in zrak, le-ta nato izstopi skozi rezalno šobo in deluje na obdelovanec. Do 75 % energije vodnega curka se porabi v lovilnem bazenu pod obdelovancem.
Za abraziv se uporablja zdrobljeni korundni pesek, ali kakšen drug nesilikatni pesek, ki pa da slabše rezultate. Pesek se uporablje v standardnih granulacijah (angleško grit).

## Krmiljenje stroja
Stroji za obdelavo z vodnim curkom so računalniško numerično vodeni ( CNC ) , kar pomeni da računalnik upravlja 2, 3 ali 5 osi, odvisno od izvedbe stroja. Šoba stroja sledi računalniški risbi, ki jo prej pripravimo v risalnotehniškem programu. Pri dvokoordinatnih strojih mora biti risba dvodimenzionalna, pri strojih, ki omogočajo premik 3 in več osi, pa so risbe lahko narisane v 3 dimenzijah. Praktično je mogoče izdelati vsakršno obliko, omejitev je lahko le debelina curka, ki onemogoča izdelavo luknje, manjše od premera curka. Poznamo tudi večosne stroje za dvodimenzionalne predmete, višek osi pa po matematičnih modelih predvideva napake in z ustreznim kotom curka popravlja rez, tako dosežemo kvalitetnejši rez pri višji obdelovalni hitrosti.